# Aéroport Ak Zhol d'Oural
L’Aéroport Ak Zhol d'Oural (kazakh : Ақтөбе халықаралық әуежайы, russe : Международный аэропорт Актобе) (code IATA : URA • code OACI : UARR) est un aéroport desservant la ville d'Oural au Kazakhstan.

## Situation
| \| 100 km1:25 028 000 \| Turkestan Aktaou Aktioubé Almaty Astana Atyraw Balkhach Chimkent Jezkazgan Kökşetaw Kostanaï Kyzylorda Öskemen Ourdchar Oucharal Oural Pavlodar Petropavl Sary-Arka Semeï Taldykourgan Taraz |
| 100 km1:25 028 000 |